# Книжовник
Книжо́вник (болг. Книжовник) — село в Хасковській області Болгарії. Входить до складу общини Хасково.

## Населення
За даними перепису населення 2011 року у селі проживали 590 осіб.
Національний склад населення села:
| Національність   | Кількість осіб | Відсоток |
| ---------------- | -------------- | -------- |
| болгари          | 519            | 93,5%    |
| цигани           | 18             | 3,2%     |
| турки            | 8              | 1,4%     |
| Всього відповіли | 555            |          |

Розподіл населення за віком у 2011 році:
Динаміка населення:

## Персоналії
- В селі народився Петар Жеков (1944) — болгарський футболіст, нападник, володар Золотого бутса УЄФА 1969 року.